# Rawlins (Wyoming)
Rawlins es una ciudad ubicada en el condado de Carbon en el estado estadounidense de Wyoming. En el año 2010 tenía una población de 9.259 habitantes y una densidad poblacional de 482,2 personas por km² .

## Geografía

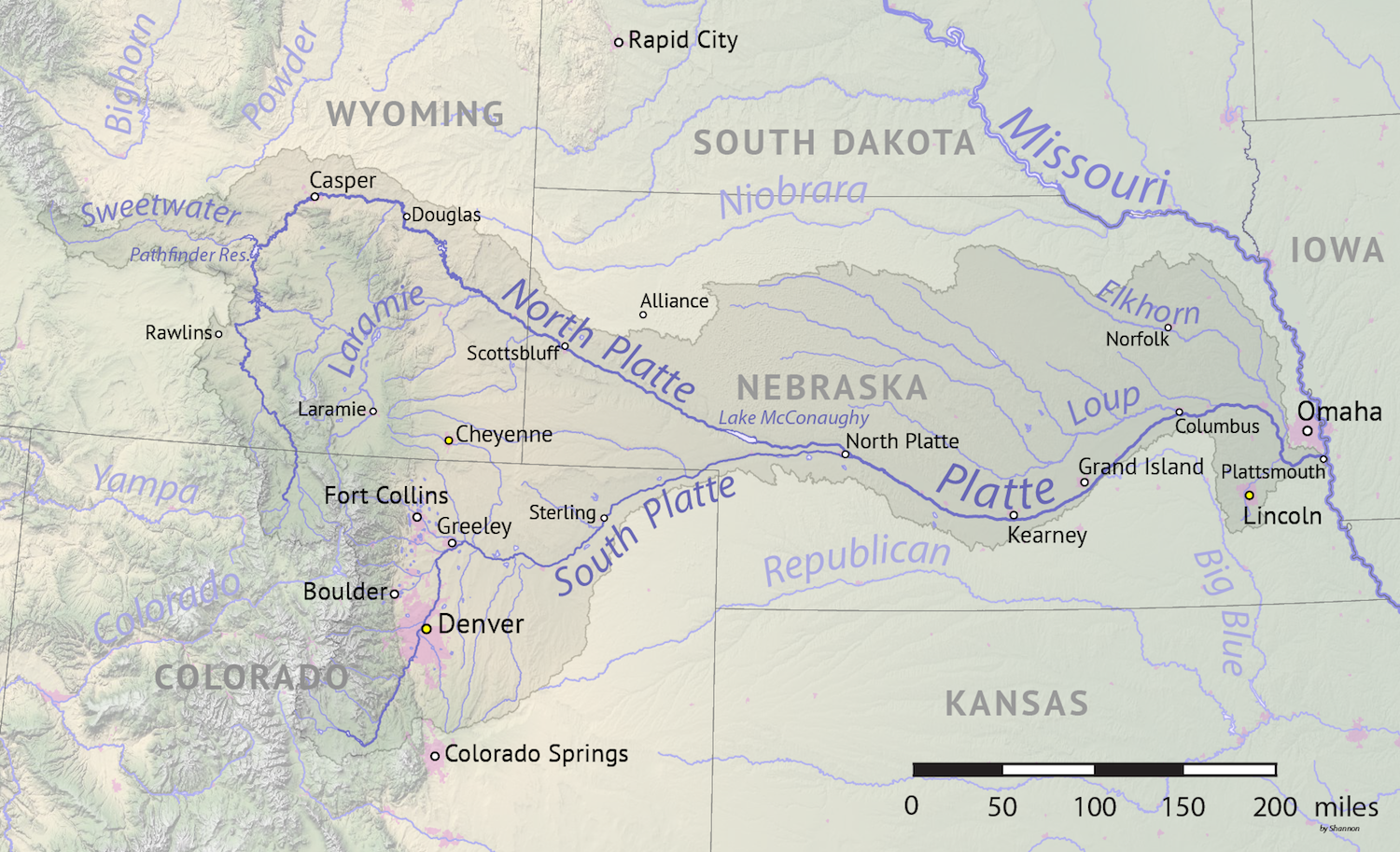
Mapa del río Platte en el que aparece —a la izquierda— Rawlins

Rawlins se encuentra ubicada en las coordenadas 41°47′7.82″N 107°13′32.16″O / 41.7855056, -107.2256000. Según la Oficina del Censo, la localidad tiene un área total de 7,4 km² (2,9 mi²), de la cual 19,2 km² (7,4 mi²) es tierra y 0 km² (0 mi²) (0.0%) es agua.

### Localidades adyacentes
El siguiente diagrama muestra a las localidades en un radio de 96 kilómetros (59,7 mi) de Rawlins.

## Demografía
En el 2000 la renta per cápita promedia del hogar era de $42.137, y el ingreso promedio para una familia era de $36.600. El ingreso per cápita para la localidad era de $17.887. En 2000 los hombres tenían un ingreso per cápita de $33.179 contra $22.580 para las mujeres. Alrededor del 13.70% de la población estaba bajo el umbral de pobreza nacional, incluyendo al 18.2% de los menores de 18 años y el 17,7% de las personas mayores de 65 años.
| 1870 | 1880  | 1890  | 1900  | 1910  | 1920  | 1930  | 1940  | 1950  | 1960  | 1970  | 1980   | 1990  | 2000  | 2009  | 2010  |
| ---- | ----- | ----- | ----- | ----- | ----- | ----- | ----- | ----- | ----- | ----- | ------ | ----- | ----- | ----- | ----- |
| 612  | 1.451 | 2.235 | 2.317 | 4.256 | 3.969 | 4.868 | 5.531 | 7.415 | 8.968 | 7.855 | 11.547 | 9.380 | 8.538 | 8.793 | 9.259 |